# Волков, Александр Сергеевич (российский хоккеист)
Александр Сергеевич Волков (род. 9 апреля 2003, Люберцы, Московская область) — российский хоккеист, нападающий.
Воспитанник московского «Спартака». В сезоне 2016/17 перешёл в «Русь», с сезона 2019/20 — в системе ярославского «Локомотива». 24 сентября 2022 года дебютировал в КХЛ в домашнем матче против «Адмирала» (2:1).